# P.C. Jacobsen
P.C. Jacobsen (24. oktober 1895 i Sønder Vinge, Viborg Amt – 24. februar 1966) var en dansk redaktør og politiker.
Han blev gift i 1920 med Emma (født 1898 i Astrup), datter af gårdejer Thomas Pedersen (død 1945) og hustru Kirsten f. Thomsen.
Han fik sin uddannelse ved landbruget og på landbrugsskole og blev regnskabskonsulent i Aarhus Amts Landøkonomiske Selskab 1919-21. Siden blev han lokalredaktør ved Odsherreds Tidende, Nykøbing Sjælland 1921, medredaktør ved Aalborg Amtstidende 1934 og ansvarshavende redaktør af Svendborg Avis 1954.
Han var formand og stifter af Venstres Ungdom I Aarhus og Omegn 1920-22, redaktør af Dansk Folkestyre 1927-29, formand for Venstres Ungdoms Landsorganisation 1929-30, medlem af Nykøbing Sjælland byråd 1929-34, formand for Venstre i Aalborgkredsen 1935-54 og for Aalborg Amts Venstre 1951-53.
I 1944 trængte 3 bevæbnede mænd ind til på redaktionen på Aalborg Amtstidende. Redaktør Jacobsen sad og talte med bladets forretningsfører, Evald Carlsen, som blev dræbt ved skud, hvorefter mændene forsvandt. Skuddene var formentlig tiltænkt Jacobsen.
Han har skrevet: Lyse Dage (1947).